# Парниковый эффект
Парнико́вый эффект (также оранжерейный или тепличный эффе́кт) — повышение температуры нижних слоёв атмосферы планеты по сравнению с эффективной температурой, то есть температурой теплового излучения планеты, наблюдаемого из космоса.

## История исследований
Идея о механизме парникового эффекта была впервые изложена в 1827 году Жозефом Фурье в статье «Записка о температурах земного шара и других планет», в которой он рассматривал различные механизмы формирования климата Земли, при этом он рассматривал как факторы, влияющие на общий тепловой баланс Земли (нагрев солнечным излучением, охлаждение за счёт лучеиспускания, внутреннее тепло Земли), так и факторы, влияющие на теплоперенос и температуры климатических поясов (теплопроводность, атмосферная и океаническая циркуляция).
При рассмотрении влияния атмосферы на радиационный баланс Фурье проанализировал опыт Ораса-Бенедикта де Соссюра с гелиотермометром. Прибор представлял собой ящик, покрытый изнутри для теплоизоляции зачернённой пробкой, одна сторона была покрыта тремя пластинами стекла с просветами между ними. При ориентации прибора стеклом точно на солнце температура внутри могла достигать 109 °C. Фурье объяснил повышение температуры внутри такого «мини-парника» по сравнению с внешней температурой действием двух факторов: блокированием конвективного теплопереноса (стекло предотвращает отток нагретого воздуха изнутри и приток прохладного снаружи) и различной прозрачностью стекла в видимом и инфракрасном диапазоне.
Именно последний фактор и получил в позднейшей литературе название парникового эффекта — поглощая видимый свет, поверхность нагревается и испускает тепловые (инфракрасные) лучи; поскольку стекло прозрачно для видимого света и почти непрозрачно для теплового излучения, то накопление тепла ведёт к такому росту температуры, при котором количество проходящих через стекло тепловых лучей достаточно для установления равновесия.
Фурье постулировал, что оптические свойства атмосферы Земли аналогичны оптическим свойствам стекла, то есть её прозрачность в инфракрасном диапазоне ниже, чем прозрачность в диапазоне оптическом, однако количественные данные по поглощению атмосферы в инфракрасном диапазоне долгое время являлись предметом дискуссий.
В 1856 году американская исследовательница Юнис Ньютон Фут обнародовала результаты своих опытов, установивших связь между величиной доли углекислого газа в воздухе и скоростью изменения температуры воздуха. В 1859 году британским физиком Джоном Тиндалем была опубликована статья об экспериментах, по результатам которых он пришёл к аналогичным выводам.
В 1896 году шведский физико-химик Сванте Аррениус для количественного определения поглощения атмосферой Земли теплового излучения проанализировал данные Сэмюэла Лэнгли о болометрической светимости Луны в инфракрасном диапазоне. Аррениус сравнил данные, полученные Лэнгли при разных высотах Луны над горизонтом (то есть при различных величинах пути излучения Луны через атмосферу), с расчётным спектром её теплового излучения и рассчитал как коэффициенты поглощения инфракрасного излучения водяным паром и углекислым газом в атмосфере, так и изменения температуры Земли при вариациях концентрации углекислого газа. Аррениус также выдвинул гипотезу, что снижение концентрации в атмосфере углекислого газа может являться одной из причин возникновения ледниковых периодов.

## Количественное определение парникового эффекта
Суммарная энергия солнечного излучения, поглощаемого в единицу времени планетой радиусом {\displaystyle R} и сферическим альбедо {\displaystyle A}, равна:
{\displaystyle E=\pi R^{2}E_{0}(1-A),}
где {\displaystyle E_{0}} — солнечная постоянная.
В соответствии с законом Стефана — Больцмана равновесное тепловое излучение {\displaystyle L} планеты с радиусом {\displaystyle R}, то есть площадью излучающей поверхности {\displaystyle 4\pi R^{2}}:
{\displaystyle L=4\pi R^{2}\sigma {\bar {T}}_{\text{E}}^{4},}
где {\displaystyle {\bar {T}}_{\text{E}}} — эффективная температура планеты.
| Планета | Атм. давление у поверхности, атм. | {\displaystyle {\bar {T}}_{\text{E}}} | {\displaystyle {\bar {T}}_{\text{S}}} | {\displaystyle \Delta {\bar {T}}} | {\displaystyle {\bar {T}}_{\text{max}}} | {\displaystyle {\bar {T}}_{\text{min}}} | {\displaystyle \Delta T} |
| ------- | --------------------------------- | ------------------------------------- | ------------------------------------- | --------------------------------- | --------------------------------------- | --------------------------------------- | ------------------------ |
| Венера  | 90                                | 231                                   | 735                                   | 504                               | —                                       | —                                       | —                        |
| Земля   | 1                                 | 249                                   | 288                                   | 39                                | 313                                     | 200                                     | 113                      |
| Луна    | 0                                 | —                                     | —                                     | 0                                 | 393                                     | 113                                     | 280                      |
| Марс    | 0,006                             | 210                                   | 218                                   | 8                                 | 300                                     | 147                                     | 153                      |

1. ↑  Температуры даны в кельвинах, {\displaystyle {\bar {T}}_{\text{max}}} — средняя максимальная температура в полдень на экваторе, {\displaystyle {\bar {T}}_{\text{min}}} — средняя минимальная температура.

Количественно величина парникового эффекта {\displaystyle \Delta {\bar {T}}} определяется как разница между средней приповерхностной температурой атмосферы планеты {\displaystyle {\bar {T}}_{\text{S}}} и её эффективной температурой {\displaystyle {\bar {T}}_{\text{E}}}. Парниковый эффект существенен для планет с плотными атмосферами, содержащими газы, поглощающие излучение в инфракрасной области спектра, и пропорционален плотности атмосферы.

## Природа парникового эффекта
Парниковый эффект атмосфер обусловлен их различной прозрачностью в видимом и дальнем инфракрасном диапазонах. На диапазон длин волн 400—1500 нм в видимом свете и ближнем инфракрасном диапазоне приходится 75 % энергии солнечного излучения, большинство газов не поглощают излучение в этом диапазоне; рэлеевское рассеяние в газах и рассеяние на атмосферных аэрозолях не препятствуют проникновению излучения этих длин волн в глубины атмосфер и достижению поверхности планет. Солнечный свет поглощается поверхностью планеты и её атмосферой (особенно излучение в ближней УФ- и ИК-областях) и разогревает их. Нагретая поверхность планеты и атмосфера излучают в дальнем инфракрасном диапазоне: так, в случае Земли при {\displaystyle {\bar {T}}_{S}} равном 300 K, 75 % теплового излучения приходится на диапазон 7,8—28 мкм, для Венеры при {\displaystyle {\bar {T}}_{S}} равном 700 K — 3,3—12 мкм.
Атмосфера, содержащая многоатомные газы (двухатомные газы диатермичны — прозрачны для теплового излучения), поглощающие в этой области спектра (т. н. парниковые газы — H2O, CO2, CH4 и пр. — см. Рис. 1), существенно непрозрачна для такого излучения, направленного от её поверхности в космическое пространство, то есть имеет в ИК-диапазоне большую оптическую толщину. Вследствие такой непрозрачности атмосфера становится хорошим теплоизолятором, что, в свою очередь, приводит к тому, что переизлучение поглощённой солнечной энергии в космическое пространство происходит в верхних холодных слоях атмосферы. В результате эффективная температура Земли как излучателя оказывается более низкой, чем температура её поверхности.
В формировании парникового эффекта очень велика и мало изучена роль облаков в атмосфере, особенно ночью и зимой в умеренных и полярных широтах.

### Влияние парникового эффекта на климат планет
| Планета | Атм. давление у поверхности, атм. | Концентрация CO2, % | {\displaystyle P_{{\ce {CO2}}}} атм. | {\displaystyle \Delta {\bar {T}}} |
| ------- | --------------------------------- | ------------------- | ------------------------------------ | --------------------------------- |
| Венера  | ~ 93                              | ~ 96,5              | ~ 89,8                               | 504                               |
| Земля   | 1                                 | 0,038               | ~ 0,0004                             | 39                                |
| Марс    | ~ 0,007                           | 95,72               | ~ 0,0067                             | 8                                 |

Степень влияния парникового эффекта  приповерхностные температуры планет (при оптической толщине атмосферы <1) зависит от оптической плотности парниковых газов, облаков в атмосфере планеты, и, соответственно, их парциального давления у поверхности планеты. Таким образом, парниковый эффект {\displaystyle \Delta {\bar {T}}} наиболее выражен у планет с плотной атмосферой, составляя у Венеры ~500 K.
Величина парникового эффекта зависит от количества парниковых газов в атмосферах и, соответственно, зависит от химической эволюции и изменений состава планетарных атмосфер.

### Парниковый эффект и климат Земли
| Газ              | Формула | Вклад (%) |
| ---------------- | ------- | --------- |
| Водяной пар      | H2O     | 36—72 %   |
| Диоксид углерода | CO2     | 9—26 %    |
| Метан            | CH4     | 4—9 %     |
| Озон             | O3      | 3—7 %     |

По степени влияния на климат парникового эффекта Земля занимает промежуточное положение между Венерой и Марсом: у Венеры повышение температуры приповерхностной атмосферы в ~13 раз выше, чем у Земли, в случае Марса — в ~5 раз ниже; эти различия являются следствием различных плотностей и составов атмосфер этих планет. 
При неизменности солнечной постоянной и, соответственно, потока солнечной радиации, среднегодовые приповерхностные температуры и климат, определяются тепловым балансом Земли. Для теплового баланса выполняются условия равенства величин поглощения коротковолновой радиации и излучения длинноволновой радиации в системе Земля — атмосфера. В свою очередь, доля поглощенной коротковолновой солнечной радиации определяется общим (поверхность и атмосфера) альбедо Земли. На величину потока длинноволновой радиации, уходящей в космос, существенное влияние оказывает парниковый эффект, в свою очередь, зависящий от состава и температуры земной атмосферы и облачного покрова в атмосфере.
Основными парниковыми газами, влияющими на поглощение инфракрасного излучения Земли, являются водяной пар, углекислый газ, метан и озон.
Главный вклад в парниковый эффект земной атмосферы вносит водяной пар или влажность воздуха тропосферы, влияние других газов гораздо менее существенно по причине их малой концентрации. Также существенный вклад вносит облачный покров в атмосфере Земли.
Климатические циклы коррелируют с концентрацией углекислого газа в атмосфере: в течение среднего и позднего плейстоцена, предшествующих современному времени, концентрация атмосферного углекислого газа снижалась во время длительных ледниковых периодов и резко повышалась во время кратких межледниковых периодов.
В течение последних десятилетий наблюдается рост концентрации углекислого газа в атмосфере.
Вместе с тем концентрация водяного пара в тропосфере существенно зависит от приповерхностной температуры: увеличение суммарной концентрации «парниковых» газов в атмосфере должно привести к усилению влажности и парникового эффекта, вызванного водяным паром, который в свою очередь приведет к увеличению приповерхностной температуры. При понижении приповерхностной температуры концентрация водяных паров падает, что ведет к уменьшению парникового эффекта. Одновременно с этим при снижении температуры в приполярных районах формируется снежно-ледяной покров, ведущий к повышению альбедо и, совместно с уменьшением парникового эффекта, к дальнейшему понижению средней приповерхностной температуры. Таким образом, климат на Земле может переходить в стадии потепления и похолодания в зависимости от изменения альбедо системы Земля — атмосфера и парникового эффекта.